# Amphicosmus cincturus
Amphicosmus cincturus är en tvåvingeart som beskrevs av Samuel Wendell Williston  1901. Amphicosmus cincturus ingår i släktet Amphicosmus och familjen svävflugor. Inga underarter finns listade i Catalogue of Life.